# Денежниково (посёлок, Раменский район)
Де́нежниково — посёлок в Раменском муниципальном районе Московской области. Входит в состав сельского поселения Константиновское. Население — 977 чел. (2010).

## География
Посёлок Денежниково расположен в западной части Раменского городского округа, примерно в 14 км к юго-западу от города Раменское и в 6 км к западу от города Бронницы. Высота над уровнем моря 146 м. В 0,5 км к северу от посёлка протекает река Велинка. В посёлке 1 улица — Садовая; приписано СНТ Строитель. Ближайший населённый пункт — деревни Хлыново, Денежниково и село Ильинское.

## История
Поселок Денежниково возник в годы советской власти.
До муниципальной реформы 2006 года посёлок входил в состав Константиновского сельского округа Раменского района.

## Население
| 2002 | 2010 |
| ---- | ---- |
| 892  | ↗977 |

По переписи 2002 года в посёлке проживало 892 человека (467 мужчин, 425 женщин).